# Kathleen Ferrier (política)
Kathleen Gertrud Ferrier (Paramaribo, 8 de marzo de 1957) es una política neerlandesa de origen surinamés y trabajadora de ayuda al desarrollo. 

## Biografía
Kathleen Ferrier es una hija del primer presidente de Surinam Johan Ferrier y medio hermana de la novelista surinamesa Cynthia McLeod.
Ferrier estudió español y la literatura española (con una especialización en la literatura moderna hispanoamericana), el portugués y también la ayuda al desarrollo en la Universidad de Leiden. Es miembro de la Iglesia Protestante en los Países Bajos (PKN).

## Carrera política
Como miembro de la Llamada Democristiana (Christen-Democratisch Appèl) fue miembro del parlamento desde 23 de mayo de 2002 hasta 19 de septiembre de 2012. Ella se centró en cuestiones de ayuda al desarrollo, la educación, la salud pública, el bienestar y el deporte.